# Austrocallerya
Austrocallerya,  rod mahunarki iz tribusa Wisterieae, dio potporodice Faboideae. Pripadaju mu tri vrste raširene od Nove Gvineje do istočne Australije i nekih otoka južnog Pacifika.

## Vrste
1. Austrocallerya australis (Endl.) J.Compton & Schrire
2. Austrocallerya megasperma (F.Muell.) J.Compton & Schrire
3. Austrocallerya pilipes (F.M.Bailey) J.Compton & Schrire